# Planícies de More
Planícies de More, de Morey ou de Moray são nomes dados a um planalto a 4 800 metros de altitude no sul do Ladaque, Índia. Flanqueado longitudinalmente em ambos os lados por altas montanhas, tem cerca de 40 a 50 km, e é atravessado pela estrada Manali–Lé.
Vindo por essa estrada de sul, chega-se ao planalto após 4 km a subir depois de Pang. Depois de percorrer a zona plana do planalto ao longo de cerca de 35 km, a estrada sobe novamente, em direção ao passo Taglang La (5 328 m). O planalto fica cerca de 100 km a sul de Upshi, 170 km a sul de Lé, 160 km a nordeste de Jispa e 300 km a nordeste de Manali. É comum apontar o planalto como um dos locais mais belos da estrada Manali–Lé, a qual é ela própria famosa pelas paisagens que atravessa.
A área é completamente desabitada permanentemente e a única presença humana ocasional, além dos utentes da estrada, são seminómadas changpas com os seus rebanhos de iaques.